# Dia Escuro
O Dia Escuro, também conhecido como Dia Escuro da Nova Inglaterra, refere-se a um evento ocorrido no dia 19 de maio de 1780, quando os céus da Nova Inglaterra e de partes do Canadá ficaram demasiadamente escuros apesar de ser dia. A causa principal para isso pode ter sido uma combinação de fumaça de incêndios florestais, uma espessa neblina e céu encoberto. A escuridão foi tamanha que foi necessário usar velas durante o dia. O fenômeno não dispersou até metade da noite seguinte.
Segundo o professor Samuel Williams da Faculdade de Harvard, a escuridão foi vista ao menos entre Portland, Maine ao norte e Nova Jérsia ao sul, mas não chegou a ser vista na Pensilvânia.

## Crescimento
O primeiro relato da escuridão veio de Rupert, Nova Iorque, onde o sol já estava tapado ao nascer do sol. O Professor Samuel Williams observou de Cambridge, Massachusetts, "Esta escuridão extraordinária veio entre as 10 e 11 horas da manhã e continuou até o meio da noite seguinte". O reverendo Ebenezer Parkham, de Westborough, Massachusetts, relatou que o pico da escuridão ocorreu "por volta do meio-dia", mas não registrou o horário em que ela chegou.
Na Faculdade Harvard, a escuridão foi registrada como tendo chegado às 10h30, chegando a seu pico às 12h45, e decaindo às 13h10, embora permanecendo pelo resto do dia. Foi relatado que a escuridão alcançou Barnstable, Massachusetts por volta das 14h, com o pico ocorrendo às 17h30.
Às 14h, em Ipswich, Massachusetts, galos cantaram, galinholas assobiaram e sapos coaxaram como se a noite tivesse chegado. Uma testemunha relatou que um forte cheiro de fuligem ficou na atmosfera, e que a água da chuva tinha uma película sobre ela que era feita de partículas de folhas queimadas e cinzas. Relatos contemporâneos também indicaram que cinzas e pó vulcânico caíram em partes do Novo Hemisfério a ponto de acumular uma camada de seis polegadas.

## Outros fenômenos atmosféricos
Por muitos dias antes do Dia Escuro, o sol visto na Nova Inglaterra apresentava cor avermelhada, enquanto que o céu aparecia amarelo. Enquanto a escuridão esteve presente, fuligem foi observada sendo coletada de rios e na água da chuva, sugerindo a presença de fumaça.
Além disso, quando a noite chegou, observadores viram a lua tingida de vermelho. Para partes da Nova Inglaterra, a manhã de 19 de maio foi caracterizada pela chuva, indicando que o céu estava encoberto.

## Interpretações religiosas
Muitas pessoas interpretaram o dia como sendo algum tipo de manifestação divina.

Em Connecticut, um membro da legislatura, Abraham Davenport, deu a seguinte resposta aos seus colegas ao vê-los manifestar receio de que aquele era o Dia do Juízo Final:
Eu sou contra adiamentos. O dia do juízo está ou se aproximando ou não está. Se não está, não há motivo para adiamento. Se está, eu escolho ser encontrado cumprindo meu dever. Eu desejo, portanto, que velas devam ser trazidas.
A coragem de Abraham foi celebrada no poema "Abraham Davenport" de John Greenleaf Whittier.
Hoje em dia, alguns cristãos, especialmente aqueles entre os adventistas do sétimo dia, acreditam que o Dia Escuro foi o cumprimento de profecias bíblicas e apocalípticas. Eles citam o trecho "... Logo em seguida à tribulação daqueles dias, o sol escurecerá, a lua não dará a sua claridade, as estrelas cairão do firmamento, e os poderes dos céus serão abalados..." (Mateus 24:29 são sinais precedendo o retorno de Cristo) e interpretações do evento como citadas por Ellen G.White. Ver também Apocalipse 6:12–13 "... e houve um grande terremoto. O sol ficou negro como aniagem feita de pelos, e a lua inteira ficou como sangue. As estrelas do céu caíram na terra, como uma figueira derrubando suas figas verdes quando é balançada por um forte vento." Um adventista de sétimo dia, Arthur Maxwell, até menciona este evento em sua série The Bible Story (Vol. 10).  Alguns estudiosos do adventismo progressivo não interpretam isso como um sinal de que Jesus irá voltar em breve. Adventistas Conservadores e Históricos Tradicionais, que prezam pelos escritos de Ellen White, ainda consideram aquela data como um das realizações das profecias bíblicas.

## Causa
A causa provável da escuridão foi a fumaça provocada por grandes incêndios florestais. Quando o fogo não chega a matar uma árvore e ela continua o seu crescimento, há cicatrizes que permanecem em seus anéis de crescimento. Estudando os anéis de árvores em Ontario, no Canadá, pesquisadores atribuíram o Dia Escuro a um grande incêndio na área hoje ocupada pelo Parque Provincial de Algonquin.